# Battaglia di Pont-Barré
La battaglia di Pont-Barré è stata una battaglia della prima guerra di Vandea combattuta il 19 settembre 1793 a Saint-Lambert-du-Lattay.

## La battaglia
Il 19 settembre al Pont-Barré sul fiume Layon, vicino a Saint-Lambert-du-Lattay, le forze repubblicane del generale Charles Duhoux de Hauterive uscite da Angers si scontrarono con le forze vandeane comandate dal nipote del generale repubblicano. La battaglia fu molto difficile per i vandeani che nonostante la netta inferiorità riuscirono a resistere alle offensive repubblicane.
A cambiare le sorti dello scontro però fu l'arrivo di Piron de La Varenne, che tornato vittorioso dalla battaglia di Coron, attaccò i repubblicani che batterono in ritirata e ripiegarono a Les Ponts-de-Cé vicino ad Angers.
I repubblicani avevano perso tutta la loro artiglieria e il generale Duhoux, che era di famiglia nobile prima della Rivoluzione, fu sospettato di tradimento e di avere volontariamente causato la sconfitta delle sue truppe per favorire il nipote.